# Lapland

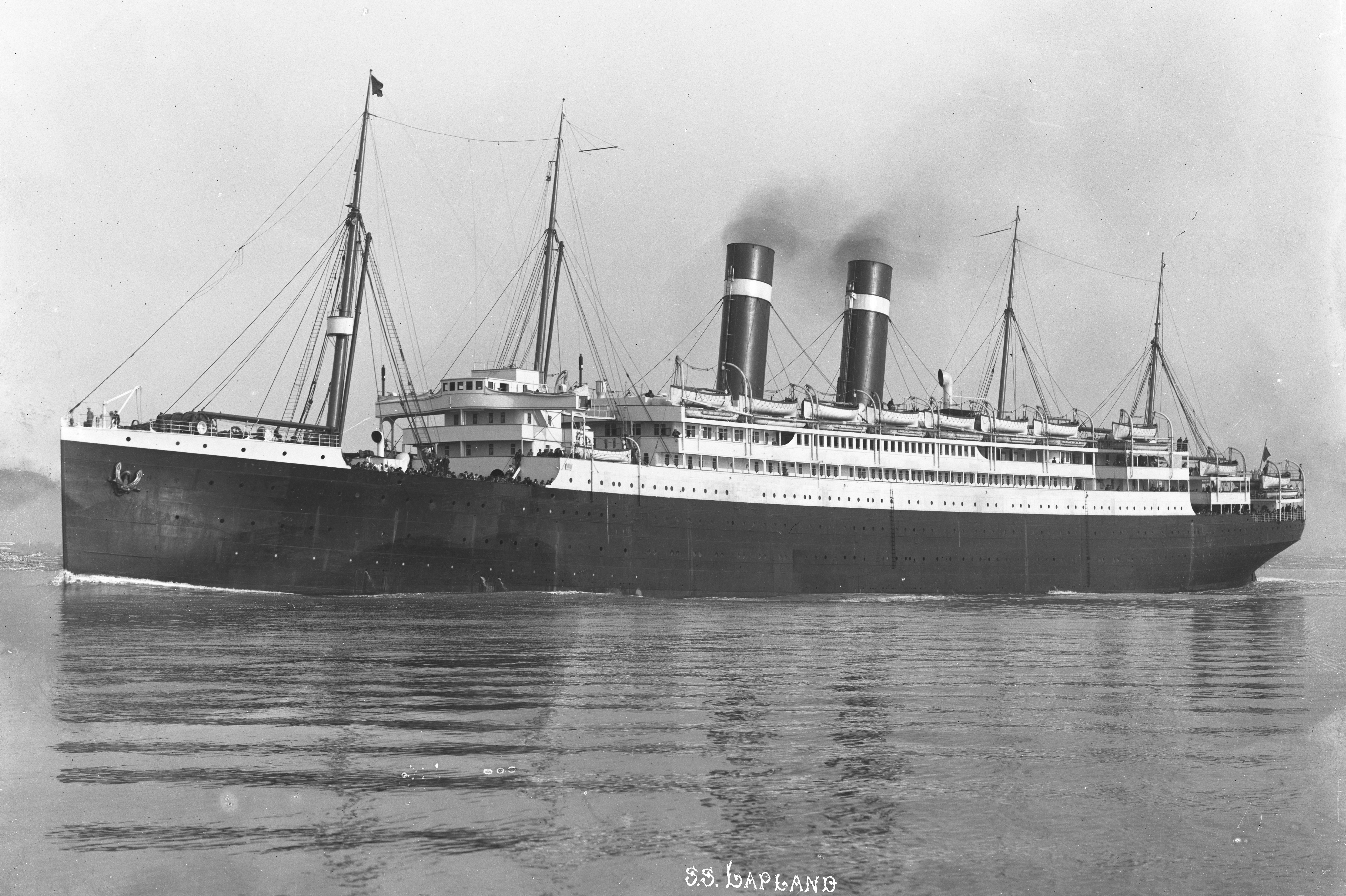
Die Lapland auf der Schelde

Die Lapland war ein 1909 in Dienst gestellter Ozeandampfer der belgisch-amerikanischen Reederei Red Star Line, der im transatlantischen Passagierverkehr von Europa nach New York eingesetzt wurde. Sie war das zweitgrößte je für Red Star in Dienst gestellte Schiff und zu ihrer Zeit das größte Schiff unter belgischer Flagge. In späteren Jahren wurde die Lapland als Kreuzfahrtschiff eingesetzt, bis sie 1934 zum Abbruch nach Japan verkauft wurde.

## Das Schiff
Die Lapland wurde auf der Schiffswerft Harland & Wolff im nordirischen Belfast im Unterschied zu den meisten anderen Dampfschiffen ihrer Zeit aus Eisen gebaut. Das Schiff war 184,6 Meter lang, 21,5 Meter breit, hatte zwei Schornsteine, vier Masten und einen Doppelpropeller. Mit einem Rauminhalt von 17.540 BRT war sie das größte je für die Red Star Line gebaute Schiff. Die 1923 von Red Star in Dienst gestellte Belgenland war zwar mit 27.132 BRT deutlich größer, doch dieses Schiff war ursprünglich unter dem Namen Belgic für die White Star Line gebaut worden. Wie bei Red Star üblich war Antwerpen in Belgien der Heimathafen und das Schiff fuhr unter belgischer Flagge.
Der in Weiß und Gold gehaltene Speisesaal der Lapland war 21 Meter lang und erstreckte sich über die gesamte Schiffsbreite. Dem Rauchsalon schloss sich ein offenes Verandacafé an, in dem die Passagiere die frische Seeluft genießen konnten. Bei schlechtem Wetter konnte das Café mit verschiebbaren Wänden geschlossen werden. An Bord der Lapland waren elektrisch betriebene Personenaufzüge installiert, was zum damaligen Zeitpunkt kein Standard auf Passagierschiffen war. Daneben gab es einen Gymnastikraum, eine Dunkelkammer zum Entwickeln von Fotografien und ein Stenografenbüro. Darüber hinaus stand den Passagieren ein verglastes Promenadendeck zur Verfügung, sodass sie auch bei Wind und Regen spazieren gehen konnten.

## Geschichte
Die Lapland lief am 27. Juni 1908 vom Stapel und wurde am 27. März 1909 fertiggestellt. Am 10. April 1909 lief sie in Antwerpen zu ihrer Jungfernfahrt via Dover nach New York aus, wo sie am 18. April eintraf. Ihre letzte Fahrt auf dieser Strecke begann am 7. April 1914, danach fuhr sie von Liverpool nach New York. Im April 1912 brachte die Lapland 167 überlebende Besatzungsmitglieder des Untergangs der Titanic nach Hause, darunter alle 20 überlebenden weiblichen Crewmitglieder. Sie legte am Morgen des 29. April 1912 in Plymouth an.
Nachdem Antwerpen am 10. Oktober 1914 von den Deutschen besetzt worden war, wurde die Lapland in die Dienste der Cunard Line gestellt und bediente zusammen mit der Vaderland (II) und der Zeeland (II) die Route Liverpool–New York. Sie legte am 29. Oktober 1914 zu ihrer ersten Fahrt unter britischer Flagge ab. Im April 1917 lief das Schiff beim Mersey-Feuerschiff auf eine Seemine, konnte Liverpool aber sicher erreichen. Zwei Monate später wurde sie der Royal Navy übergeben und in einen Truppentransporter für 3000 Personen umgewandelt.
Nach dem Ende des Ersten Weltkriegs wurde die Lapland der White Star Line übergeben. Sie blieb so lange bei White Star, bis die Reederei ihre eigenen im Krieg benötigten Schiffe zurückerhielt. Am 24. November 1918 lief die Lapland in Liverpool zu ihrer ersten Fahrt im Dienst der White Star Line nach New York ab. Bis zum 2. August 1919 vollendete sie sechs Überfahrten auf dieser Strecke. Am 16. September 1919 wurde sie auf die Route Southampton–New York verlegt, auf der sie bis zum 27. November 1919 drei Überfahrten unternahm.
Anschließend gelangte das Schiff wieder in den Besitz der Red Star Line, behielt aber die Hausfarben der White Star Line. Sie bekam auch nicht die belgische Flagge zurück, sondern behielt die britische bei. Durch Umbauten erhöhte sich ihr Rauminhalt von 17.540 BRT auf 18.565 BRT und die Passagierunterkünfte wurden für 389 Fahrgäste der Ersten, 448 der Zweiten und 1200 der Dritten Klasse umgestaltet. Am 3. Januar 1920 legte die Lapland auf der Route Antwerpen–Southampton–New York zu ihrer ersten Fahrt für Red Star nach Kriegsende ab. Ab April 1927 beförderte das Schiff Reisende in den Preisklassen Kabinen-, Touristen- und Dritte Klasse.
Am 29. April 1932 legte die Lapland zu ihrer letzten Fahrt auf der Route Antwerpen–Southampton–New York ab. Danach wurde sie nur noch für Kreuzfahrten von London in das Mittelmeer eingesetzt. Im Sommer 1933 befand sich auf zwei Fahrten die Stewardess Violet Jessop, eine Überlebende des Unterganges der Titanic, unter der Mannschaft der Lapland. Im Oktober 1933 wurde sie zum Abbruch nach Japan verkauft und im Januar 1934 in Osaka abgewrackt.